# فصة مبكرة
الفصة المبكرة نوع نباتي يتبع لجنس الفصة من الفصيلة البقولية. اسمه العلمي (باللاتينية: Medicago praecox).

## الموئل والانتشار
موطنه بلاد الشام وتركيا وقبرص وكل مناطق شمال حوض البحر الأبيض المتوسط.

## الوصف النباتي
نبات عشبي حولي. كبقية أنواع الفصة، تتكون ورقة الفصة الزرية من ثلاث وريقات. حافة الوريقة مسننة من القمة وحتى منتصف الوريقة.

## مرادفات للاسم العلمي
- (باللاتينية: Medicago pontificalis Gennari)